# Borg El Arab repülőtér
A Borg El Arab nemzetközi repülőtér (IATA: HBE, ICAO: HEBA) (arabul: مطار برج العرب الدولى; Maṭār Burǧ al-ʿarab ad-Duwalī) az egyiptomi Alexandria nemzetközi repülőtere. A repülőtér Alexandriától körülbelül 40 km-re délnyugatra, Borg El Arab városában található, és a város mellett a Nílus-delta közeli területeit is kiszolgálja. A repülőtér az Air Arabia Egypt, az AlMasria Universal Airlines, az EgyptAir és a Nile Air bázisa.
A Borg El Arab Alexandria fő repülőtere 2011 decembere óta, amikor az alexandriai nemzetközi repülőteret (El-Nouzha) egy jelentős átalakítási program keretén belül bezárták.

## Jellemzői

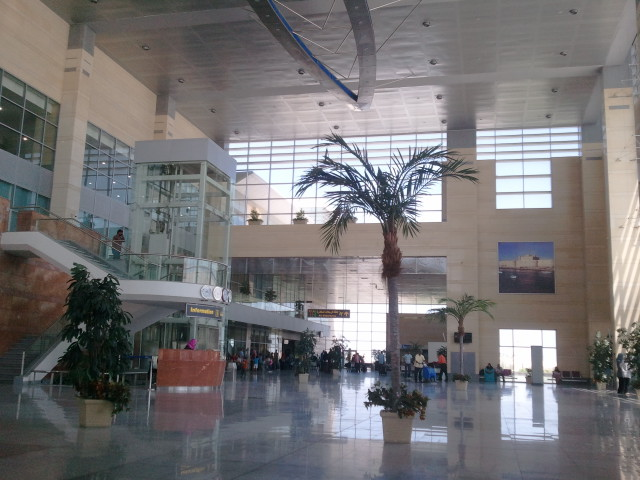
Érkezés

A Borg El Arab repülőteret a növekvő igényekre válaszképpen jelentős mértékben bővítették utas- és teherszállítási kapacitás terén. Az új létesítményeket 2010-ben adták át.
A terminál hajó formában épült, és három szintből áll:
- Földszint: check-in és poggyászkezelés.
- Első emelet: érkezési szint a belföldi és a nemzetközi járatok számára; irodák és adminisztratív helyiségek.
- Második emelet: indulási szint a belföldi és a nemzetközi járatok számára is, útlevél-ellenőrzés, VIP-váróterem.
- Négy mozgatható utashíd köti össze a terminálépületet a repülőgépekkel.

Kereskedelmi egységek mind a három szinten találhatóak.
A terminálon található vámmentes bolt, ételudvar, utazási irodák és más, utazással kapcsolatos szolgáltatások, üzemanyagtöltő állomás, irányítótorony és egy tűzoltóállomás. Az épület előtti parkolóban 350 jármű fér el.
2009 júniusában a kormány bejelentette tervét, mely szerint Alexandriát nyugat felé egy 1,6 km²-es területen bővíti, a városrész az Új-Alexandria nevet kapja majd, és körgyűrű köti össze a Borg El Arab repülőtérrel, amely 25 perc alatt lesz megközelíthető. Hoszni Mubarak elnök ekkor avatta fel a Borg El Arab nemzetközi repülőteret, az új fejlesztéssorozat elemeként. A repülőtér évente 1,2 millió utast képes kiszolgálni, ezzel 2010-ben át tudta venni az El-Nouzha repülőtér szerepét annak ideiglenesre tervezett bezárása idejére. A 2011-es egyiptomi forradalom utáni gazdasági problémák következtében az El-Nouzha fejlesztését leállították, így jelenleg a Borg El Arab az egyetlen, Alexandriát kiszolgáló repülőtér.

## Légitársaságok és úti célok
| Légitársaság                           | Célállomások                                                    |
| -------------------------------------- | --------------------------------------------------------------- |
| Aegean Airlines működtető: Olympic Air | Szezonális: Athén                                               |
| Air Arabia                             | Sardzsa                                                         |
| Air Arabia Egypt                       | Amman-Alia királyné, Dammam, Doha, Dzsidda, Kuvait, Rijád       |
| Air Cairo                              | Amman-Alia királyné, Doha, Dzsidda, Kuvait, Rijád               |
| AlMasria Universal Airlines            | Dzsidda                                                         |
| EgyptAir                               | Kairó, Dammam, Dubai-nemzetközi, Dzsidda, Kuvait, Medina, Rijád |
| EgyptAir működtető: EgyptAir Express   | Athén, Bejrút, Bengázi, Kairó, Hurghada, Sarm es-Sejk           |
| flydubai                               | Dubai-nemzetközi                                                |
| FlyEgypt                               | Kuvait                                                          |
| Flynas                                 | Dzsidda, Rijád                                                  |
| Jazeera Airways                        | Kuvait                                                          |
| Libyan Airlines                        | Bajda, Bengázi, Miszráta, Sebha, Tobruk                         |
| Nile Air                               | Burajda, Dzsidda, Kuvait, Yanbu                                 |
| Qatar Airways                          | Doha                                                            |
| Saudia                                 | Dzsidda, Medina, Rijád                                          |
| Turkish Airlines                       | Isztambul-Atatürk                                               |

## Forgalom
Az utasforgalom az elmúlt években az alábbi módon változott:
| Utasok száma |      |      | 169 622 | 90 385 | 236 135 | 712 073 | 2 260 540 | 2 640 844 | 2 233 394 | 1 733 885 |
|              | 1995 | 1998 | 2001    | 2004   | 2007    | 2010    | 2013      | 2016      | 2019      | 2022      |

## Fordítás
- Ez a szócikk részben vagy egészben  a   Borg El Arab Airport című angol Wikipédia-szócikk ezen változatának fordításán alapul.  Az eredeti cikk szerkesztőit annak laptörténete sorolja fel. Ez a jelzés csupán a megfogalmazás eredetét és a szerzői jogokat jelzi, nem szolgál a cikkben szereplő információk forrásmegjelöléseként.